# Neoseiulus houstoni
Neoseiulus houstoni är en spindeldjursart som först beskrevs av Schicha 1987.  Neoseiulus houstoni ingår i släktet Neoseiulus och familjen Phytoseiidae. Inga underarter finns listade i Catalogue of Life.